# 基博拉伊尔
基博拉伊尔（Cibrail，?—?），又称哈桑特勒，西喀喇汗国第九代汗，奥玛尔之子。1099年，馬黑木一世之后，基博拉伊尔被塞尔柱王朝立为西喀喇汗。西喀喇汗国是塞尔柱王朝的附庸，基博拉伊尔在位不久，塞尔柱王朝又改任穆罕默德·本·蘇來曼为喀喇汗。
| 前任： 馬黑木一世 | 西喀喇汗国可汗 1099年—1102年 | 繼任： 穆罕默德·本·蘇來曼 |